# Liga de Inglaterra de Rugby 15 1995-96
La Liga de Inglaterra de Rugby 15 1995-96, más conocido como Courage League 1995-96 (por razones comerciales) fue la novena edición del torneo más importante de rugby de Inglaterra.

## Formato
Los equipos se enfrentaron en formato liga en condición de local y de visitante, el equipo con mayor cantidad de puntos al finalizar el torneo se coronó campeón, mientras que por esta temporada no hubo descenso al RFU Championship.

## Desarrollo

### Tabla de posiciones
| Pos. | Equipo           | Encuentros | Encuentros | Encuentros | Encuentros | Tantos | Tantos | Tantos | Puntos |
| Pos. | Equipo           | PJ         | PG         | PE         | PP         | F      | C      | Dif    | Puntos |
| ---- | ---------------- | ---------- | ---------- | ---------- | ---------- | ------ | ------ | ------ | ------ |
| 1.º  | Bath             | 18         | 15         | 1          | 2          | 575    | 276    | 299    | 31     |
| 2.º  | Leicester Tigers | 18         | 15         | 0          | 3          | 476    | 242    | 231    | 30     |
| 3.º  | Harlequins       | 18         | 13         | 0          | 5          | 524    | 314    | 210    | 26     |
| 4.º  | Wasps            | 18         | 11         | 0          | 7          | 439    | 322    | 117    | 22     |
| 5.º  | Sale Sharks      | 18         | 9          | 1          | 8          | 365    | 371    | -6     | 19     |
| 6.º  | Bristol Bears    | 18         | 8          | 0          | 10         | 329    | 421    | -92    | 16     |
| 7.º  | Orrell           | 18         | 7          | 0          | 11         | 323    | 477    | -154   | 14     |
| 8.º  | Gloucester       | 18         | 6          | 0          | 12         | 275    | 370    | -95    | 12     |
| 9.º  | Saracens         | 18         | 5          | 0          | 13         | 284    | 451    | -167   | 10     |
| 10.º | West Hartlepool  | 18         | 0          | 0          | 18         | 288    | 634    | -346   | 0      |

|  | Campeón y clasificado a la Copa Heineken 1996–97. |
|  | Clasificado a la Copa Heineken 1996–97.           |

| Bandera de Inglaterra |
| Campeón Bath          |
| Sexto título          |